# Aberbechan
 (juillet 2024).
Si vous disposez d'ouvrages ou d'articles de référence ou si vous connaissez des sites web de qualité traitant du thème abordé ici, merci de compléter l'article en donnant les références utiles à sa vérifiabilité et en les liant à la section « Notes et références ».
Aberbechan est un hameau britannique.

## Histoire
était autrefois un canton autonome de la paroisse de Llanllwchaearn dans le comté historique du Montgomeryshire. Puis le canton d'Aberbechan a été fusionné à celui de Bettws Cedewain et finalement detacher, pour etre ratacher, avec celui de Dolforwyn, a la communauté administrative d'Abermule et Llandyssil dans le compté de Powys, au Pays de Galles.

## Géographie
Aberbechan est un petit hameau situé à l’ouest d’Abermule, entre Newtown et Montgomery.

### Patrimoine
Il y a une chapelle. L'ancien canton abrite également Aberbechan Hall.